# Pitirim Aleksandrovič Sorokin

Aleksandr Fëdorovič Kerenskij (1881-1970), socialista rivoluzionario fu capo del Governo provvisorio dopo la Rivoluzione del 1917, successivamente deposto dai bolscevichi.

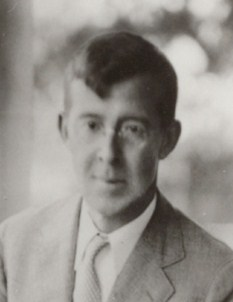
Sorokin nel 1934.

Pitirim Aleksandrovič Sorokin (Tur'ja, 21 gennaio 1889 – Winchester, 10 febbraio 1968) è stato un sociologo russo naturalizzato statunitense, con trascorsi di rivoluzionario e uomo politico.

## Biografia
Pitirim Sorokin nacque il 21 gennaio 1889 a Tur'ja, un villaggio oggi situato nella Repubblica dei Komi (repubblica autonoma Russia di etnia ugro-finnica e di religione cristiana ortodossa) da una famiglia di artigiani. La madre, contadina del luogo, morì quando Sorokin aveva tre anni, il padre, Aleksandr Prokopievič, originario di Veliki Ustyug e decoratore di icone in conseguenza di questo lutto cadde in una profonda depressione divenendo presto un alcolista. Nel 1899 il padre, a seguito di una crisi, picchiò il fratello maggiore di Sorokin, Vasilij il quale unitamente a Pitirìm decise di abbandonarlo. Vasilij e Pitirim si avviarono anche loro alla carriera di decoratori di icone ambulanti, non incontrando più il padre che morì poco tempo dopo.
Persi entrambi i genitori, e riuscendo nonostante questo a finire nel 1903 in modo brillante il primo ciclo scolastico, Sorokin venne raccomandato dai suoi insegnanti al Seminario religioso di Chrenovo. Lì incontrò Nikolaj Dmitrievič Kondrat'ev (1892-1938) con cui strinse amicizia. Nel 1905 Sorokin aderì Partito Socialista Rivoluzionario finendo per essere arrestato l'anno successivo dalla polizia con l'accusa di attività sovversive. Venne rilasciato dopo quattro mesi di prigione ma la conseguenza del suo arresto fu l'espulsione dal Seminario di Chrenovo. Ciononostante, Sorokin continuò la sua attività rivoluzionaria in modo clandestino acquisendo il nome di battaglia "compagno Ivan".
Nel 1907 decise di recarsi a San Pietroburgo privo di qualsiasi sostegno economico riuscendo tuttavia a farsi assumere come precettore in una famiglia borghese. Questo lavoro gli consentì di terminare gli studi medi e, nel 1909, di frequentare l'Istituto psicofisiologico fondato e diretto da Ivan Petrovič Pavlov (1849-1936). Presso questo Istituto, Sorokin frequentò i corsi di sociologia di Evgenij De Roberti (1843-1915) e Maksim Kovalevskij (1851-1916) appassionandosi alla disciplina. Per evitare di finire sotto le armi, Sorokin decise nel 1910 di iscriversi al corso di Giurisprudenza dell'Università di San Pietroburgo. Nel 1911, al ritorno dal viaggio estivo nel paese natale del padre, Veliki Ustyug dove studiò le usanze del popolo Komi, Sorokin venne coinvolto negli incidenti studenteschi scatenatisi dopo la morte di Lev Tolstoj avvenuta il 20 novembre 1910. In quella circostanza evitò l'arresto ma dovette comunque darsi alla latitanza. Si recò quindi, con passaporto falso, in Italia accompagnando un amico malato a Sanremo e poi a Nizza. Rientrato in Russia, dove il pericolo di arresto si era attenuato, Sorokin riprese con interesse gli studi universitari pubblicando del materiale di ricerca.
Nel maggio del 1913 venne nuovamente arrestato dalla polizia zarista per attività sovversive ma le accuse contro di lui furono ritenute insufficienti e fu quindi rilasciato poco dopo. È di quest'anno la sua prima pubblicazione: Prestuplenie i kora podvig i nagrad. Si laureò nel 1914, ma in Criminologia non essendo possibile ottenere una laurea in Sociologia. La sua tesi Sistema soziologi verrà pubblicata nel 1921. Allo scoppio della rivoluzione del febbraio 1917, Sorokin lasciò gli studi di dottorato per occuparsi a tempo pieno di politica entrando a far parte della redazione del quotidiano social-rivoluzionario Dielo Naroda (Causa del Popolo). Al Congresso del Partito Socialista Rivoluzionario si schierò con la fazione di destra fondando un nuovo quotidiano il Volia Naroda (Volere del Popolo). Nel maggio dello stesso anno si sposò con Elena Baratinskaja, mentre nel mese di luglio divenne segretario personale di Aleksandr Fëdorovič Kerenskij (1881-1970) capo del Governo provvisorio. Nel mese di novembre venne eletto nell'Assemblea costituente, Assemblea sciolta poco dopo dai bolscevichi.
Venne arrestato unitamente ad altri membri del Governo provvisorio dalla polizia bolscevica il 2 gennaio del 1918, a seguito dell'attentato contro Lenin, e condotto nella Fortezza di Pietro e Paolo ma verrà scarcerato due mesi dopo. Kerenskij lo inviò a Veliki Ustyug, la città di origine del padre e dove egli poteva contare su degli appoggi, a svolgere attività antibolscevica. Fu coinvolto nella rivolta di Arcangelo avvenuta nel giugno 1918 e soffocata poco dopo dall'Armata rossa. Si diede dunque alla macchia ma poi decise di consegnarsi alla Čeka agli inizi dell'inverno. Sorokin, sospettato di essere coinvolto nella sommossa di Arcangelo rischiò la fucilazione ma scrisse una lettera a Lenin in cui ammetteva i propri errori politici, comunicando l'intenzione di ritirarsi dalla vita politica. Il 21 novembre Lenin pubblicò la sua risposta a Sorokin sulla Pravda commentando favorevolmente le scelte del sociologo. Il 14 dicembre 1918 Sorokin fu quindi rilasciato. Nel 1919 riprese l'attività di libera docenza a San Pietroburgo e pubblicò la sua tesi di dottorato, Sistema soziologii, ma l'opera fu duramente attaccata dai bolscevichi. Dal 1920 al 1922 la vita di Sorokin continuò tra pubblicazioni e critiche da parte degli intellettuali bolscevichi, alcune direttamente espresse da Lenin. Temendo un nuovo arresto, Sorokin richiese e ottenne di essere espulso dall'Unione Sovietica. Si recò quindi a Praga dove tenne numerose conferenze presso l'Università fino al novembre 1923 quando le università del Wisconsin e dell'Illinois lo invitarono a illustrare la Rivoluzione russa negli Stati Uniti.
La sua permanenza negli Stati Uniti fu un successo e, nel 1924, l'Università del Minnesota gli offrì il posto di visiting professor, affidandogli successivamente una docenza stabile. Nel 1925 pubblicò il suo primo lavoro in lingua inglese: The Sociology of Revolution. Con Social Mobility del 1927, Sorokin ottenne un primo vasto successo di pubblico e di critica che lo pose come figura di primo piano della sociologia statunitense. L'Università di Harvard lo invitò, nel 1930, a costituire il "Dipartimento di Sociologia": in quella circostanza Sorokin incontrò per la prima volta Talcott Parsons (1902-1979). Sempre nel 1930 Sorokin avviò la redazione della sua opera più importante, Social and Cultural Dynamics e ottenne la cittadinanza americana. Tra il 1931 e il 1933 nacquero i suoi due figli, Peter e Sergei. Nel 1937 pubblicò i primi tre volumi di Social and Cultural Dynamics, stampando il quarto e ultimo volume nel 1941.
Dopo aver lasciato, nel 1942, la guida del Dipartimento di sociologia di Harvard, Sorokin dedicò il resto della sua vita a sintetizzare i quattro volumi di Social and Cultural Dynamics e a pubblicare opere di tono profetico sulla crisi della modernità. Nel 1946 ottenne dei finanziamenti dal filantropo statunitense Ely Lilly per studiare l'amore altruistico al fine di rifondare la società umana su differenti criteri valoriali, pubblicando, nel 1948, The Reconstruction of Humanity dove espose le linee di intervento pratico per la ricostruzione dell'umanità. Nel 1949 fondò l'"Harvard Research Center in Creative Altruism" dedicandosi allo studio dei fenomeni sociali morali. Tutte queste attività provocarono polemiche da parte di numerosi sociologi accademici tra cui, soprattutto, Talcott Parsons. Sorokin rispose a queste polemiche nel 1956 con una brillante opera, Fad and Foibes in Modern Sociology, ritirandosi poi dall'insegnamento per raggiunti limiti di età.
Nel 1959 pubblicò Power and Morality, un atto di accusa contro i governi e le classi dirigenti di tutto il mondo, e ne inviò una copia sia Dwight D. Eisenhower che a Nikita Khrushchev. Nel 1962 fu eletto primo presidente della Società internazionale per lo studio comparato delle civiltà e, in occasione del primo Congresso tenutosi in ottobre a Salisburgo, conobbe lo storico inglese Arnold J. Toynbee (1889-1975) la cui opera giungeva a conclusioni simili a quella di Sorokin. Nel 1963 pubblicò la sua autobiografia, A long journey: the autobiography of Pitirim A. Sorokin e nel 1965 fu eletto, nonostante le polemiche ma con scrutinio segreto, presidente dell'American Sociological Association. Colpito da un cancro, Sorokin morì il 10 febbraio 1968 nella sua casa a Winchester nel Massachusetts.

## Il pensiero
Alberto Pasquinelli elenca in cinque gruppi la classificazione del pensiero, anche di interesse filosofico, dell'opera di Sorokin:
1. le rivoluzioni, con riferimento particolare alla Rivoluzione russa;
2. storia e teoria della sociologia;
3. sociologia rurale;
4. la dinamica socio-culturale;
5. i principi dell'altruismo.

Egli afferma che il diritto è considerato da una società sensista(basata sul possesso) come fatto dall'uomo e, frequentemente , come mero strumento per l'asservimento e lo sfruttamento di un gruppo da parte di un altro. Il suo scopo è esclusivamente utilitaristico: la salvezza della vita umana, la sicurezza della proprietà e del possesso, la pace e l'ordine, la felicità e il benessere della società nel suo insieme o della fazione dominante che prolunga ed applica la legge sensista, le cui norme sono mutevoli, relative e condizional. Nulla di eterno o di sacro è implicito in tale sistema di diritto. Non tenta di regolare valori supersensoriali o i rapporti dell'uomo nei confronti di tali valori. 
Fonte:Pitirim Sorokin, Society, Culture and Personality.

## Le opere
- Crisis Of Our Age
- The Ways and Power of Love: Types, Factors, and Techniques of Moral Transformation
- Social and Cultural Dynamics (1937-1941)
- Society, Culture, and Personality: Their Structure and Dynamics (1962)
- Social and Cultural Mobility (1959), riedizione di Social Mobility (1927)
- Sociocultural causality, space, time and sociocultural causality (1943)
- Explorations in Altruistic Love and Behavior: A Symposium (1950)
- Social Philosophies of an Age of Crisis (1950)
- Hunger As a Factor in Human Affairs (1975)